# LADY LOVE
「LADY LOVE」（レディーラブ）はRIZEの13枚目のシングル。2007年10月10日に発売。発売元はユニバーサルミュージック。

## 収録曲
1. LADY LOVE
(作詞：JESSE / 作曲・編曲：RIZE, 原田憲)
  - フジテレビ系アニメ『しおんの王』オープニングテーマ。
2. Feeling (ALTERNA　LIVE))
(作詞：JESSE / 作曲：RIZE / 編曲：RIZE、INA)
  - LIVE TOUR「ALTERNA」でのLIVE音源を収録。
3. TRIBE RIZE
(作曲：RIZE)